# Lipótmező
Lipótmező ([ˈlipoːtmɛzøː]) est un quartier de Budapest situé dans le 2e arrondissement dans le vallon de l'Ördög-árok.